# Ólchobar mac Flainn
Ólchobar mac Flainn (mort en 797) est un abbé d'Innis Cathaig  et pseudo roi de Munster issu des Uí Fidgenti. Il est le fils de Flann mac Ercc Rí  Hua Fidgenti (mort en 762/763) et le frère de Scandlán Rí Hua Fidgenti (mort en 786).

## Contexte
L'inclusion comme roi dans les Annales d'Ulster, d'Ólchobar mac Flainn abbé d'Innis Cathaig, unique membre des Uí Fidgenti à être mentionné comme roi de Cashel,  et dont la mort est également relevée par une entrée des Annales d'Innisfallen sans titre royal est vraisemblablement liée à une d'une confusion avec son homonyme comtenporain Ólchobar mac Duib-Indrecht.

## Sources
- (en) Francis John Byrne, Irish Kings and High-Kings, Londres, Batsford, 1973 (ISBN 0-7134-5882-8)
- (en) T.W Moody, F.X. Martin et F.J. Byrne, A New History of Ireland IX Maps, Genealogies, Lists. A companion to Irish History part II, Oxford, Oxford University Press, 2011, 690 p. (ISBN 978-0-19-959306-4).